# Les Orphelins du ciel
 (juin 2024).
Les Orphelins du ciel (titre original : Orphans of the sky) est un court roman de Robert A. Heinlein publié en 1963. Ce roman fait suite au roman Les Enfants de Mathusalem.

## Résumé
Un immense navire se dirige vers un système solaire éloigné, sans pilote. Ses passagers, ayant oublié leur origine et sombré dans la superstition, confondent le vaisseau avec l'univers et fuient les mutants des ponts supérieurs.

## Éditions en français
- Histoire du futur (tome 2), OPTA, coll. « Club du livre d'anticipation » no 10, 1969
- Pocket,  coll. « Science-fiction / Fantasy », no 5101, 1981
- dans Histoire du futur (tome 4) : Les Enfants de Mathusalem / Les Orphelins du ciel, Gallimard, coll. « Folio SF » no 210, 2005